# جیسون سیگل
جیسون جردن سیگِل (انگلیسی: Jason Jordan Segel; ‎/ˈsiːɡəl/‎ SEE-gəl؛ زادهٔ ۱۸ ژانویهٔ ۱۹۸۰) بازیگر، فیلمنامه‌نویس و تهیه‌کننده آمریکایی است. او بیشتر به خاطر بازی در نقش مارشال اریکسن در سریال کمدی آشنایی با مادر از سی‌بی‌اس و همچنین برای همکاری با کارگردان و تهیه‌کننده جاد اپتاو در مجموعه‌های تلویزیونی فریکس اند گیکس و اعلام‌نشده و برای کمدی‌های موفقیت‌آمیز که در آن‌ها به عنوان بازیگر، نویسنده و تهیه‌کننده فعال بوده‌است، شناخته شده‌است.
سیگل در چندین فیلم از جمله باردار (۲۰۰۷)، فراموش کردن سارا مارشال (۲۰۰۸)، دوستت دارم، مرد (۲۰۰۹)، من نفرت‌انگیز (۲۰۱۰)، معلم بد (۲۰۱۱)، جف، کسی که در خانه زندگی می‌کند (۲۰۱۱)، ماپت‌ها (۲۰۱۱)، پنج سال نامزدی (۲۰۱۲)، این است ۴۰ (۲۰۱۲)، نوار سکس (۲۰۱۴)، کشف (۲۰۱۷)، و دوست ما (۲۰۱۹) بازی کرده‌است. بازی او در نقش نویسنده فقید دیوید فاستر والاس در فیلم پایان تور در سال ۲۰۱۵ با تحسین منتقدان روبرو شد و نامزدی جایزه ایندیپندنت اسپیریت برای بهترین بازیگر نقش اول مرد را به همراه داشت.

## اوایل زندگی
سیگل در شهر لس آنجلس، کالیفرنیا زاده شد و در پسیفیک پلاسایدز کالیفرنیا بزرگ شد. او در یک مدرسه کاتولیک درس خواند در حالی که پدر او یک یهودی و مادرش مسیحی بود. همراه با تعقیب مسابقات در مدرسه، او تحصیلات ابتدایی و متوسطه خود را در مدرسه هاروارد وست‌لیک به پایان رساند. جایی که قد ۶ فوت و ۴ اینچی (۱۹۳ سانتی‌متر) او باعث شد تا یکی از اعضای فعال مسابقات ایالتی تیم بسکتبال پسران شود. زمانی که در مدرسه بود آرزو می‌کرد که روزی یک بازیگر شود که در همان زمان در تأترهایی نیز شرکت می‌کرد.

## زندگی حرفه‌ای

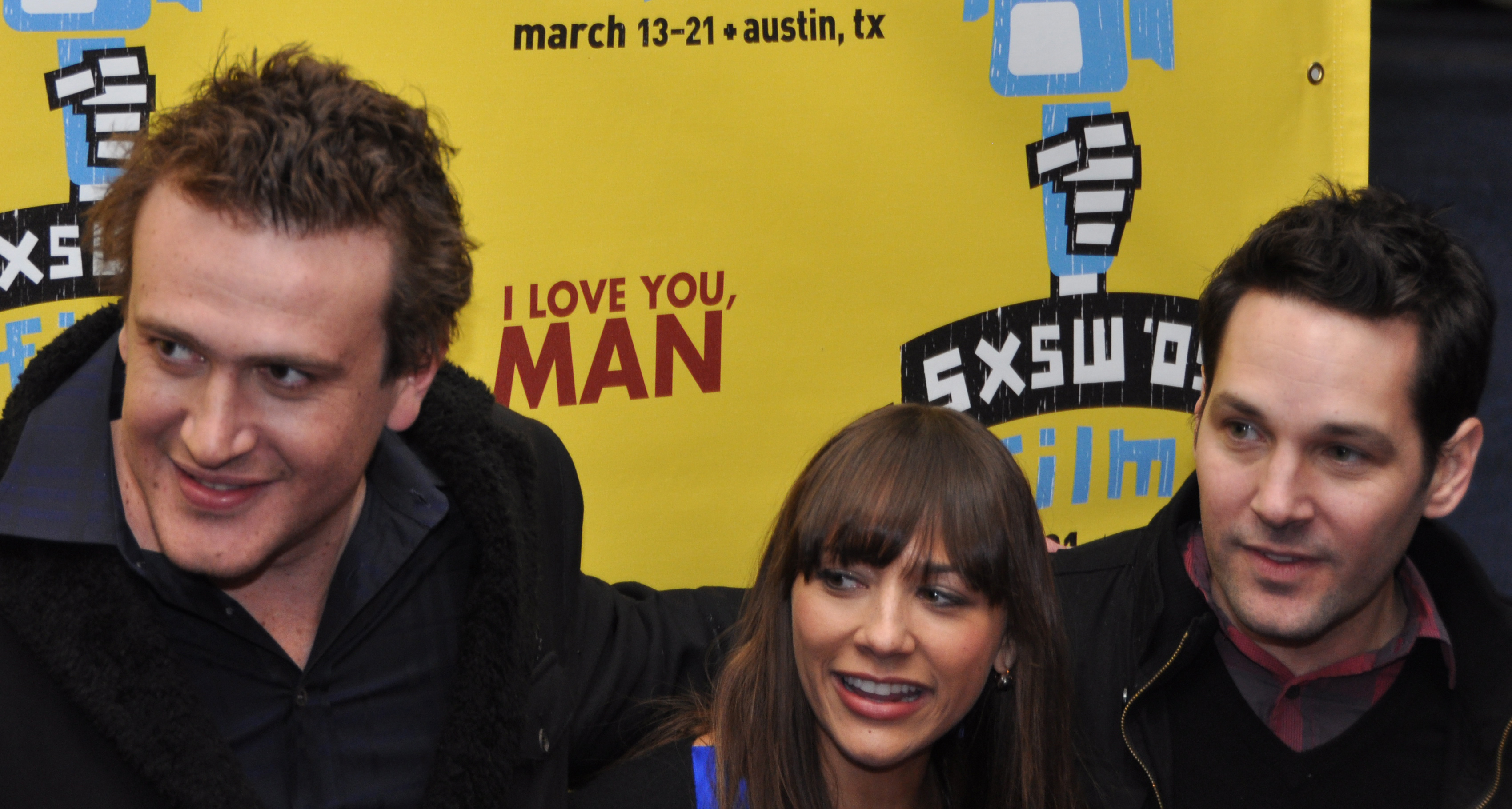
جیسون سیگل همراه با رشیدا جونز و پاول راد برای نمایش مقدماتی دوستت دارم، مرد در مارس ۲۰۰۹

نخستین نقش مهم سیگل در نقش «فریک» یا نیک آندوپولیس در سریال کمدی-درام ۱۹۹۹ از ان‌بی‌سی بود که مورد تحسین منتقدان قرار گرفت اما کوتاه‌مدت بود. این سریال حول محور گروهی از دانش‌آموزان دبیرستانی حومه شهر دیترویت در حدود سال ۱۹۸۰ می‌چرخد. سیگل شخصاً برای شخصیت خود، نیک، ترانه‌ای نوشت تا برای شخصیت زن اصلی لیندزی (لیندا کاردلینی) بخواند.
سیگل نقش‌های تکرارشونده‌ای را در سی‌اس‌آی در نقش نیل یانسن و اعلام‌نشده در نقش اریک داشت. او نقش مارشال اریکسن را در کمدی آشنایی با مادر از سی‌بی‌اس بازی کرد؛ او قبلاً اعلام کرده بود که در سال ۲۰۱۳ زمانی که قراردادش به پایان رسید، به پروژه‌های دیگری ادامه خواهد داد، اما متقاعد شد که سریال را پس از فصل نهم آن در سال ۲۰۱۴ به پایان برساند.
سیگل نخستین کار خود در فیلم را با نمی‌توانم سخت صبر کنم در سال ۱۹۹۸ انجام داد. دیگر حضور او در فیلم بلند شامل تنبل‌ها، اس ال سی پانک!, مرد خوش‌خلق و مرد مرده در محوطه دانشگاه است. در سال ۲۰۰۷، او در فیلم باردار به کارگردانی جاد اپتاو، تهیه‌کنندهٔ فریکس اند گیکس ظاهر شد. سیگل در سال ۲۰۰۸ در نقش اصلی فیلم فراموش کردن سارا مارشال بازی کرد، فیلمی که او نوشت و اپتاو به همراه شاونا رابرتسون برای یونیورسال پیکچرز تهیه کرد. او همچنین در فیلم دوستت دارم، مرد که در ۲۰ مارس ۲۰۰۹ توسط دریم‌ورکس منتشر شد، بازی کرد.
در فراموش کردن سارا مارشال، شخصیت نقش سیگل یک موسیقی‌نویس است که آهنگی نیز به نام «دراکولا» دارد که توسط عروسک‌ها اجرا می‌شود. او همچنین در برجسته‌ترین صحنه حاوی برهنگی کامل از جلو در فیلم ظاهر شد. این باعث شد که رتبه‌بندی فیلم به بزرگسالان تغییر کند. سیگل در یک مصاحبه با اُپی و آنتونی در بوستون این‌طور گفت که، موسیقی دراکولا که توسط عروسک‌ها اجرا شده بود به همراه صحنه‌های اول فیلم که او را به صورت برهنه در هنگام ترک‌شدن او توسط دوست‌دخترش را نشان می‌دهد، تجربه‌های واقعی بودند که او در فیلم نوشته بود.
برای کمدی بیارش گریک (۲۰۱۰)، سیگل بیشتر موسیقی متن فیلم را نوشت که توسط خواننده مشهور خیالی، آلدوس اسنو، از جمله اینفنت سارو اجرا شد.
در سال ۲۰۱۵، سیگل به خاطر ایفای نقش نویسنده فقید دیوید فاستر والاس در فیلم زندگینامه‌ای مستقل پایان تور تحسین شد. او برای اجرای خود، او نامزد جایزه ایندیپندنت اسپیریت برای بهترین بازیگر نقش اول مرد شد.
در سال ۲۰۱۷، سیگل و میلر نخستین رمان بزرگسالان جوان خود را به نام جهان دیگر منتشر کردند. سیگل مجموعه تلویزیونی درام آمریکایی اعزام از جاهای دیگر را ساخت و در آن بازی کرد، که نخستین بار در ۱ مارس ۲۰۲۰ در ای‌ام‌سی پخش شد.
در سال ۲۰۱۹، سیگل در فیلم دوست ما بر اساس مقاله «دوست» از متیو تیگ در سال ۲۰۱۵ بازی کرد.

## فیلم‌شناسی

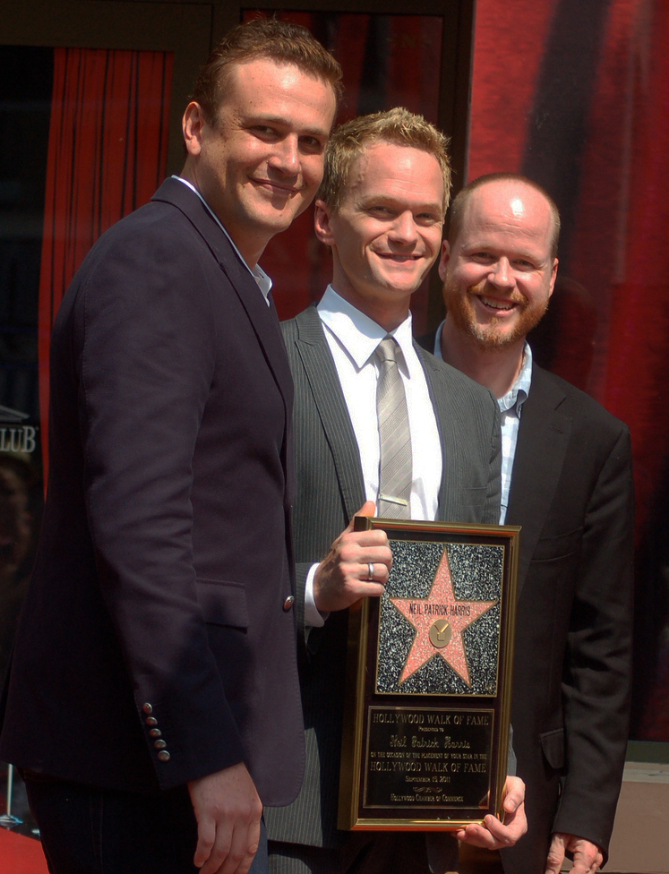
سیگل، نیل پاتریک هریس و جاس ویدون در سپتامبر ۲۰۱۱

### فیلم
| سال  | عنوان                         | نقش                         | توضیحات                            |
| ---- | ----------------------------- | --------------------------- | ---------------------------------- |
| ۱۹۹۸ | نمی‌توانم صبر کنم              | مت                          |                                    |
| ۱۹۹۸ | مرد مرده در محوطه دانشگاه     | کایل                        |                                    |
| ۱۹۹۸ | اس ال سی پانک!                | مایک                        |                                    |
| ۲۰۰۲ | تنبل‌ها                        | سم شکتر                     |                                    |
| ۲۰۰۳ | ۱۱:۱۴                         | لئون                        |                                    |
| ۲۰۰۳ | مطمئنا یک داستان پریان نیست   | لئو                         | انگلیسی: Certainly Not a Fairytale |
| ۲۰۰۴ | عشق لولی                      | جیسون                       |                                    |
| ۲۰۰۵ | مرد خوش‌خلق                    | اسملی باب                   | انگلیسی: The Good Humor Man        |
| ۲۰۰۶ | خداحافظ بنجامین               | تئودور اورست                | انگلیسی: Bye Bye Benjamin          |
| ۲۰۰۶ | تینیشس دی در پیک سرنوشت       | فرات بوی                    | صحنه‌های حذف‌شده                     |
| ۲۰۰۷ | باردار                        | جیسون                       |                                    |
| ۲۰۰۸ | فراموش کردن سارا مارشال       | پیتر برتر                   | همچنین فیلم‌نامه‌نویس                |
| ۲۰۰۹ | دوستت دارم، مرد               | سیدنی فایف                  |                                    |
| ۲۰۱۰ | بیارش گریک                    |                             |                                    |
| ۲۰۱۰ | من نفرت‌انگیز                  | ویکتور «وکتور» پرکینز (صدا) |                                    |
| ۲۰۱۰ | سفرهای گالیور                 | هوراتیو                     |                                    |
| ۲۰۱۱ | معلم بد                       | راسل گتیس                   |                                    |
| ۲۰۱۱ | دوستی با مزایا                | بریس                        | کامئوی ذکرنشده در تیتراژ           |
| ۲۰۱۱ | جف،کسی که در خانه زندگی می‌کند | جف تامپکینز                 |                                    |
| ۲۰۱۱ | ماپت‌ها                        | گری                         | همچنین نویسنده و مدیر اجرایی تولید |
| ۲۰۱۲ | پنج سال نامزدی                | تام سولومون                 | همچنین نویسنده و تهیه‌کننده اجرایی  |
| ۲۰۱۲ | این است ۴۰                    | جیسون                       |                                    |
| ۲۰۱۳ | این آخرشه                     | خودش                        | کامئوی ذکرنشده در تیتراژ           |
| ۲۰۱۴ | نوار سکس                      | جی هارگرو                   | همچنین نویسنده و تهیه‌کننده اجرایی  |
| ۲۰۱۵ | پایان تور                     | دیوید فاستر والاس           |                                    |
| ۲۰۱۷ | کشف                           | ویل هاربر                   |                                    |
| ۲۰۱۸ | یکشنبه بیا                    | هنری                        |                                    |
| ۲۰۱۹ | دوست ما                       | دن فاشو                     |                                    |
| ۲۰۲۲ | آسمان همه‌جاست                 | بیگ واکر                    |                                    |
| ۲۰۲۲ | باد افکنده                    | هیچ‌کس                       | همچنین نویسنده و تهیه‌کننده داستان  |

### تلویزیون
| سال       | عنوان                            | نقش                 | توضیحات                                                    |
| --------- | -------------------------------- | ------------------- | ---------------------------------------------------------- |
| ۱۹۹۹–۲۰۰۰ | فریک‌ها و گیک‌ها                   | نیک آندوپولیس       | نقش اصلی؛ ۱۸ قسمت                                          |
| ۲۰۰۱      | هالیوود شمالی                    |                     | پایلوت پخش‌نشده                                             |
| ۲۰۰۱–۲۰۰۲ | اعلام‌نشده                        | اریک                | ۷ قسمت                                                     |
| ۲۰۰۴      | هری گرین و یوجین                 | یوجین گرین          | پایلوت پخش‌نشده                                             |
| ۲۰۰۴–۲۰۰۵ | سی‌اس‌آی                           | نیل یانسن           | ۳ قسمت                                                     |
| ۲۰۰۵      | آلیاس                            | سام هاوزر           | قسمت: «The Road Home»                                      |
| ۲۰۰۵–۲۰۱۴ | آشنایی با مادر                   | مارشال اریکسن       | نقش اصلی؛ ۲۰۸ قسمت                                         |
| ۲۰۰۹      | فمیلی گای                        | مارشال اریکسن (صدا) | قسمت: «Peter's Progress»                                   |
| ۲۰۱۱      | پخش زنده شنبه شب                 | خودش (میزبان)       | قسمت: «جیسون سیگل/فلورنس اند د مشین»                       |
| ۲۰۲۰      | اعزام از جاهای دیگر              | پیتر                | ۱۰ قسمت؛ همچنین خالق، نویسنده، کارگردان و تهیه‌کننده اجرایی |
| ۲۰۲۰      | فیلم خانگی: عروس پرنسس           | فزیک                | قسمت: «Chapter Two: The Shrieking Eels»                    |
| ۲۰۲۲      | زمان برنده شدن: ظهور سلسله لیکرز | پل وست‌هد            |                                                            |
| TBA       | کوچک‌شدن                          | جیمی                | نقش اصلی؛ همچنین تهیه‌کننده اجرایی                          |